# Averrhoa leucopetala
Averrhoa leucopetala là một loài thực vật có hoa trong họ Chua me đất. Loài này được Rugayah & Sunarti mô tả khoa học đầu tiên năm 2008.